# Cloruro de escandio
El cloruro de escandio (III) es un compuesto inorgánico de fórmula ScCl3. Se trata de una sal iónica blanca, muy fundente, delicuescente y muy soluble en agua. Esta sal es de interés principalmente en los laboratorios de investigación. Tanto la forma anhidra como el hexahidrato (ScCl3•6H2O) están disponibles comercialmente.

## Estructura
El ScCl3 cristaliza en el diseño estratificado del triyoduro de bismuto BiI3, que presenta centros octaédricos de escandio. El ScCl3 monomérico es la especie predominante en la fase vapor a 900 K, mientras que el dímero Sc2Cl6 representa aproximadamente el 8 %. El espectro de difracción de electrones indica que el monómero es planar y que el dímero tiene dos átomos de cloro de puente, siendo cada átomo de escandio de cuatro coordenadas.

## Reacciones

Estructura del trans -[Sc(H_{2}O)_{4}Cl_{2}^{+}

ScCl3 es un ácido de Lewis que absorbe agua para dar complejos acuosos. Según la cristalografía de rayos X, uno de estos hidratos es la sal trans -[ScCl2(H2O)4]Cl·2H2O. Con el ligando menos básico tetrahidrofurano, el ScCl3 produce el aducto ScCl3(THF)3 en forma de cristales blancos. Este complejo soluble en THF se utiliza en la síntesis de compuestos de organoescandio. El ScCl3 se ha convertido en su sal de sulfato de dodecilo, que se ha investigado como un "catalizador combinado de ácido de Lewis y surfactante" (LASC) en reacciones de tipo aldólico. 

### Reducción
El cloruro de escandio (III) fue utilizado por Fischer et al., que prepararon por primera vez escandio metálico por electrólisis de un fundido eutéctico de dicho compuesto y otras sales a 700-800 °C.
El ScCl3 reacciona con el metal escandio para dar una serie de cloruros donde el escandio tiene un estado de oxidación <+3, ScCl, Sc7Cl , Sc2 Cl3, Sc5Cl8 y Sc7Cl12.  Por ejemplo, la reducción de ScCl3 con metal escandio en presencia de cloruro de cesio da el compuesto CsScCl3 que contiene cadenas lineales  de composición ScIICl3−, con octaedros ScIICl6 compartiendo caras.

## Usos
El cloruro de escandio (III) se encuentra en algunas lámparas de haluro, fibras ópticas, cerámicas electrónicas y láseres.